# 내사 (도교)
내사(內思)는 도교의 수행법 중의 하나로 내관법(內觀法) 또는 존사(存思)라고도 한다. 사람이 멀리 한 산야(山野)에 묻혀 여러 신이나 신선을 찾는 단계에서 방향을 바꾸어 정신을 자기의 내부에 향하고 거기서 신을 발견하려 하는 높은 종교적 실천단계의 수행법이라 할 수 있다. 그 대상은 인체 내의 오장육부(五臟六腑)에 편재하는 여러 신으로서 이 신들은 자칫하면 체외로 빠져나가는데 그것은 곧 죽음을 뜻하는 것이기 때문에 정신을 가다듬어 이들 여러 신이 체외로 나가는 것을 막아야 장생을 얻는 것이라고 한다.  이 수행법은 인간 외부의 대우주에 편재하는 신들은 동시에 인체라는 소우주에도 대응적으로 존재한다고 생각하는 이른바 "인체소우주론(人體小宇宙論)"이라는 사고방식에 근거하고 있다.

## 참고 문헌
- 이 문서에는 다음커뮤니케이션(현 카카오)에서 GFDL 또는 CC-SA 라이선스로 배포한 글로벌 세계대백과사전의 "종교·철학 > 세계의 종교 > 도교 > 도교 > 수행법·의례 > 내사" 항목을 기초로 작성된 글이 포함되어 있습니다.